# Лошак, Виктор Григорьевич
Ви́ктор Григо́рьевич Лоша́к (род. 20 апреля 1952, Запорожье, УССР) — российский журналист, редактор. Бывший главный редактор еженедельника «Московские новости» (1993—2003) и журнала «Огонёк» (2003—2012), с 2013 года — директор по стратегии ИД «Коммерсантъ».

## Биография
Родился 20 апреля 1952 года в Запорожье в семье инженера-электрика Григория Абрамовича Лошака (1908—1983) и радиожурналистки Анны Давыдовны Лошак (урождённой Авербах, 1916—1962). До войны родители жили в Харькове.
Окончил среднюю школу № 37 в Ростове-на-Дону.
В 1970—1972 годах проходил срочную воинскую службу в пограничных войсках КГБ СССР в Закавказском военном округе (39-й пограничный отряд).
В 1976 году окончил филологический факультет Одесского государственного университета имени И. И. Мечникова.
Публикуется как журналист с 1969 года. С 1973 по 1983 годы работал в различных газетах Одессы, в том числе корреспондентом, заведующим отделом писем, заведующим отделом экономики газеты «Вечерняя Одесса».
С 1985 года в Москве, корреспондент газеты «Известия».
В 1986—2003 годах — в газете «Московские новости», где до назначения главным редактором работал специальным корреспондентом, политическим обозревателем, редактором отдела экономики, первым заместителем главного редактора. С октября 1993 года — главный редактор «Московских новостей», председатель Совета директоров АО «Московские новости». В сентябре 2003 года был вынужден уйти в отставку после покупки издания новым владельцем — нефтяной компанией «ЮКОС».
В 1995—1997 годах был ведущим телепередачи «Пресс-клуб» (ОРТ), в 1997—2001 годах — ведущий телепередачи «После новостей» на телеканале «Культура» поочерёдно с Евгением Велиховым и Михаилом Швыдким.
С сентября 2003 года по ноябрь 2012 года — главный редактор журнала «Огонёк» с перерывом на ноябрь 2004 года — июнь 2005 года, когда в журнале под руководством Леонида Бершидского пытались осуществить новую, но неудавшуюся концепцию.
С ноября 2013 года — директор по стратегии ИД «Коммерсантъ». В то же время продолжил оставаться постоянным автором «Огонька» (до его закрытия в декабре 2020 г.) и колумнистом радиостанции «Коммерсантъ FM».
С 6 ноября 2021 года — ведущий авторской программы «Очень личное» на Общественном телевидении России (ОТР).
B течение многих лет — профессор факультета международной журналистики МГИМО.
Член Совета по внешней и оборонной политике. Член правлений Союза журналистов Москвы и Фонда публичной политики имени А. М. Горчакова. Член общественной коллегии по жалобам на прессу. С 26 августа 2013 года входит в состав Совета по присуждению премий Правительства Российской Федерации в области средств массовой информации.
Лауреат премий Союза журналистов СССР и России, Премии правительства РФ в области СМИ (2005 год). Награждён польским орденом офицерского креста, медалями. В 2003 году признан Союзом журналистов России «Главным редактором года», в 2005-м — журналистом года по версии журнала GQ. В 2021 году стал обладателем премии «Золотое перо России» в номинации «Легенда российской журналистики».

### Семья
Жена — Марина Лошак (род. 1955), российский искусствовед и галерист, директор Государственного музея изобразительных искусств имени А. С. Пушкина (2013—2023).
Дочь — Анна Монгайт (урождённая Лошак, род. 1978), российская журналистка, телеведущая.
Брат — Борис Лошак, художник-график.
Племянник — Андрей Лошак (род. 1972), российский журналист.

## Награды
- Орден Почёта (17 августа 1999 года) — за заслуги в области печати и многолетнюю плодотворную работу[22].
- Офицер ордена Заслуг перед Республикой Польша (9 августа 2000 года, Польша) — за выдающийся вклад в развитие польско-российского культурного сотрудничества[23].
- Премия Правительства Российской Федерации 2006 года в области печатных средств массовой информации (12 января 2007 года)[24].
- Благодарность Президента Российской Федерации (25 июля 1996 года) — за активное участие в организации и проведении выборной кампании Президента Российской Федерации в 1996 году[25].
- 2024 — лауреат Премии имени Анатолия Лысенко в номинации «За достижения»[26][27][28][29][30].